# Palki Sharma Upadhyay
Palki Sharma Upadhyay (Pilani, Rajasthan, 29 de maig de 1982) és una periodista índia, presentadora de notícies i reportera.
Palki Sharma inicia la seua carrera periodística el 2002 a Doordarshan, la cadena de radiodifusió més gran de l'Índia.
El 2004 se suma a Hindustan Times el 2004, i fou presentadora i editora sènior a CNN-News 18. Entre el 2019 i el 2022 fou editora en cap de WION, un canal de notícies multinacional en anglés amb seu a Nova Delhi, i el 2020 guanyà un guardó pel seu paper a capdavant del programa Gravitas. Posteriorment, ha presentat a First Post, un canal online.